# 東亞鉗蠍
東亞鉗蠍（學名：Mesobuthus martensii）又稱馬氏鉗蠍，是中國分佈最廣、數量最多的一種鉗蠍科動物，遍佈於中國10餘個省，其乾燥體是中藥的一種，名稱為“全蠍”或“全蟲”。
東亞鉗蠍為肉食動物，在自然條件下主要以各種節肢動物為食，如蜘蛛、小蜈蚣、蟋蟀和蝗蟲的幼蟲等。身長60mm。
東亞鉗蠍多棲息於多石礫的山坡、近地面的洞穴和牆逢裂隙等隱蔽處。喜歡生活在較旱的中性土壤中，尤其是有片狀岩石雜泥土的山坡地，周圍環境不旱不濕、植被稀疏的地方。
東亞鉗蠍是一種變溫動物，其生長、發育、繁殖、行為、分佈及其它生命活動都易受外界環境溫度的影響。當室外平均溫度降至10℃以下時，東亞鉗蠍會沿著縫隙逐漸移到離地面25-70釐米的深處冬眠，一直到氣溫上升至16℃以上時才會起蟄。
由於人為大量捕捉，致使野生資源日趨減少。如何保護野生資源及對東亞鉗蠍進行人工飼養，需要認真研究並解決。

## 外部連結
- 全蠍 Quanxie （页面存档备份，存于） 中藥材圖像數據庫 （香港浸會大學中醫藥學院）
- 全蠍 Quan Xie （页面存档备份，存于） 中藥標本數據庫 （香港浸會大學中醫藥學院） （繁體中文）（英文）